# IC 129
IC 129 ist eine linsenförmige Galaxie vom Hubble-Typ S0/a im Sternbild Walfisch südlich der Ekliptik. Sie ist schätzungsweise 237 Millionen Lichtjahre von der Milchstraße entfernt und hat einen Durchmesser von etwa 100.000 Lichtjahren.
Im selben Himmelsareal befinden sich u. a. die Galaxien NGC 593, NGC 599, IC 128, IC 1714.
Das Objekt wurde am 3. Januar 1891 vom französischen Astronomen Stéphane Javelle entdeckt.